# Dario Lorina
Dario Lorina (Boston, 6 agosto 1990) è un chitarrista statunitense, noto come membro dei Black Label Society e per la sua carriera solista
.

## Biografia
Ha iniziato la sua attività quando aveva 16 anni, facendo un provino come chitarra solista per la band di Jani Lane (cantante principale dei Warrant/cantautore principale). Nel 2010 lasciò Lane per unirsi ai Lizzy Borden, mentre nel 2014 fa il suo esordio discografico come solista, pubblicando il suo primo album. Nel 2014 si unisce ai Black Label Society, band della quale fa tuttora parte.

## Discografia

### Solista
- 2013 - Dario Lorina
- 2017 - Death Grip Tribulation

### Black Label Society
- 2014 – Catacombs of the Black Vatican
- 2018 – Grimmest Hits
- 2021 – Doom Crew Inc.

### Lizzy Borden
- 2018 – My Midnight Things